# Eucalyptolyma maideni
Eucalyptolyma maideni är en insektsart som beskrevs av Walter Wilson Froggatt 1901. Eucalyptolyma maideni ingår i släktet Eucalyptolyma och familjen rundbladloppor. Inga underarter finns listade i Catalogue of Life.